# 胡荣忠
胡荣忠（1971年—），贵州长顺人，汉族，中华人民共和国政治人物、第十二届全国人民代表大会贵州地区代表。
毕业于贵州省委党校公共管理专业。加入中国共产党。2013年，担任全国人大代表。